# Agriphila tristella
Agriphila tristella  (лат.) — вид чешуекрылых насекомых из семейства огнёвок-травянок. Распространён в Европе, в Закавказье и Малой Азии, на Урале, в Минусинске[уточнить]. Размах крыльев 24—29 мм. Гусеницы питаются на щучке дернистой.